# Giuseppe Maria Sciandra
Giuseppe Maria Sciandra (Pamparato, 2 novembre 1808 – Acqui, 25 maggio 1888) è stato un vescovo cattolico italiano, vescovo della diocesi di Acqui dal 1871 alla sua morte.

## Biografia
Giuseppe Maria Sciandra nacque a Pamparato il 2 novembre 1808. Iniziò gli studi presso Mondovì per poi conseguire la laurea in teologia e il dottorato in utroque iure all'università di Torino. Dopo la laurea fu chiamato da Pietro Antonio Cirio, vescovo della diocesi di Susa, a insegnare teologia presso il locale seminario per poi essere nominato provicario e rettore dello stesso dal successore di Cirio, Pio Vincenzo Forzani. Sempre durante il periodo valsusino venne nominato canonico della cattedrale di San Giusto, ricoprendo la carica di vicario generale e per due volte quella di vicario capitolare, reggendo la diocesi tra il 1844 e il 1845 e tra il 1866 e il 1871.  
Nonostante avesse già rifiutato la carica di vescovo di Crema e di Vigevano, il 27 ottobre 1871 venne preconizzato vescovo di Acqui da papa Pio IX per poi essere consacrato il 30 novembre a Torino dall'arcivescovo Lorenzo Gastaldi facendo solenne ingresso in diocesi il 6 gennaio 1872.
L'elezione del vescovo, per quanto abbia avuto ampia risonanza nella popolazione, non ricevette alcuna partecipazione dai paesi della diocesi escluso il comune di Bistagno, si pensa per l'ostilità tra le istituzioni secolari e quelle religiose dopo gli eventi che avevano portato alla presa di Roma l'anno prima.
Il 10 marzo 1872 comunicò che sarebbe presto cominciata la sua visita alla diocesi. Al termine della visita, constatato che da circa 150 anni non si svolgeva un sinodo diocesano, comunicò ai parroci l'indizione di un sinodo, che iniziò il 27 luglio 1876 e si concluse il 7 settembre 1877.
Nel 1875 a Ovada celebrò il primo centenario del santo Paolo della Croce.
Durante il suo episcopato ebbe grandi attenzioni verso il seminario, dove scelse personalmente maestri preparati all'insegnamento e fondò un ricreatorio che fu attivo almeno dal 1873 al 1887. Inoltre creò un fondo per riscattare il servizio militare dei presbiteri acquesi esentandoli così dall'obbligo verso lo stato italiano.
I suoi anni di episcopato non furono sempre tranquilli e dovette anche rispondere ad alcune sfide: nel 1872 si trovò a sedare dei subbugli causati da delle presunte apparizione mariane nella località di Cimaferle nel comune di Ponzone e nel 1878 anche a Montabone dove a causare fastidi furono le visioni di un certo Perrone.
Il problema più importante gli fu causato da don Melchiade Geloso, prete di Ricaldone che, per le varie intemperanze, venne prima sospeso dalla sua parrocchia, restando però al suo posto facendosi eleggere a furor di popolo dai suoi parrocchiani, e poi, nel 1880, scomunicato.  
Il 6 gennaio 1886 scrisse il suo testamento che prevedeva 500 messe a suo suffragio oltre che una elargizione di castagne e mais al suo paese natale l'inverno successivo la sua morte.
Il 25 maggio 1888 Giuseppe Maria Sciandra morì ad Acqui. La sua salma venne posta in una cappella mortuaria nel cimitero di Acqui, per venire infine traslata nella cattedrale nel 1928 a causa dello stato di abbandono e degrado in cui la cappella si trovava.

## Genealogia episcopale
La genealogia episcopale è:
- Cardinale Scipione Rebiba
- Cardinale Giulio Antonio Santori
- Cardinale Girolamo Bernerio, O.P.
- Arcivescovo Galeazzo Sanvitale
- Cardinale Ludovico Ludovisi
- Cardinale Luigi Caetani
- Cardinale Ulderico Carpegna
- Cardinale Paluzzo Paluzzi Altieri degli Albertoni
- Papa Benedetto XIII
- Papa Benedetto XIV
- Papa Clemente XIII
- Cardinale Bernardino Giraud
- Cardinale Alessandro Mattei
- Cardinale Pietro Francesco Galleffi
- Cardinale Giacomo Filippo Fransoni
- Arcivescovo Alessandro Riccardi di Netro
- Arcivescovo Lorenzo Gastaldi
- Vescovo Giuseppe Maria Sciandra